# برموپنتاکربونیل‌رنیوم (I)
برموپنتاکربونیل‌رنیوم(I) (به انگلیسی: Bromopentacarbonylrhenium(I)) با فرمول شیمیایی Re(CO)۵Br یک ترکیب شیمیایی است. که جرم مولی آن ۴۰۶٫۱۶ g/mol می‌باشد. شکل ظاهری این ترکیب، بلورهای دستگاه بلوری مکعبی سفید است.